# Sheboygan, Wisconsin
Sheboygan este sediul comitatului Sheboygan, statul Wisconsin, SUA.
1. ↑   https://www.sheboyganwi.gov/officials/mayor/, accesat în 29 august 2024 Lipsește sau este vid: |title= (ajutor)
2. ↑  2010 U.S. Gazetteer Files, accesat în 9 iulie 2020